# 第一型潜水艦
| 第一型潜水艦（ホランド型）     | 第一型潜水艦（ホランド型）                              |
| ------------------------------ | ------------------------------------------------------- |
|                                |                                                         |
| 第一潜水艇（1926年2月8日、呉） |                                                         |
| 艦級概観                       |                                                         |
| 艦種                           | 三等潜水艦                                              |
| 艦名                           |                                                         |
| 前級                           | -                                                       |
| 次級                           | 第六型潜水艦（ホランド改型）                            |
| 性能諸元                       |                                                         |
| 排水量                         | 常備：103.25トン 水中：124トン                          |
| 全長                           | 20.42m                                                  |
| 全幅                           | 3.63m                                                   |
| 吃水                           | 3.12m                                                   |
| 機関                           | オットー・ガソリン機関1基1軸 水上：180馬力 水中：70馬力 |
| 速力                           | 水上：8.868kt 水中：6.871kt                             |
| 航続距離                       | 水上：8ktで264海里 水中：6.75ktで20.25海里              |
| 燃料                           | ガソリン：2t                                            |
| 乗員                           | 16名                                                    |
| 兵装                           | 45cm魚雷発射管 艦首1門 魚雷2本                          |
| 備考                           | 安全潜航深度：45.7m                                     |

第一型潜水艦（だいいちがたせんすいかん）は日本海軍の潜水艦（当初は潜水艇と呼ばれていた）の艦級。ホランド型（ホーランド型）とも呼ぶ。同型艦5隻。日本海軍潜水艦の第1号。

## 概要
日露戦争においてロシア帝国側が潜水艦を持っているという情報があり、日本海軍も対抗のために発注された。まだ潜水艦建造のノウハウは皆無だったため、アメリカのエレクトリック・ボート社が建造した潜水艇を分解して輸入、横須賀海軍工廠で再び組み立てた。5隻が発注され、すべて1905年（明治38年）に竣工した。ちなみにこのホランド型潜水艦（潜水艇）はアメリカ、イギリスなど、当時の各国で採用されている。

### 艦歴
日露戦争終結前後の完成のため、戦歴はない。同型艦5隻は第1潜水艇隊を編成した。全艦1921年（大正10年）に除籍された。

### 類別
竣工当初、艦艇としての独立した潜水艦（潜水艇）の類別はなく、水雷艇の一類別として潜水艇は分類された。1905年（明治38年）12月12日、潜水艇は艦艇の一種として独立した類別となる。1916年（大正5年）8月4日、潜水艇に等級の種別ができ本型は二等潜水艇に類別。1919年（大正8年）4月1日、潜水艇は潜水艦に改称し同時に等級三等を新設、本型は三等潜水艦となった。

## 参考文献

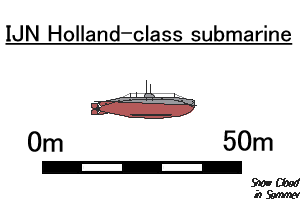
ホーランド型潜水艦艦型略図

## 同型艦

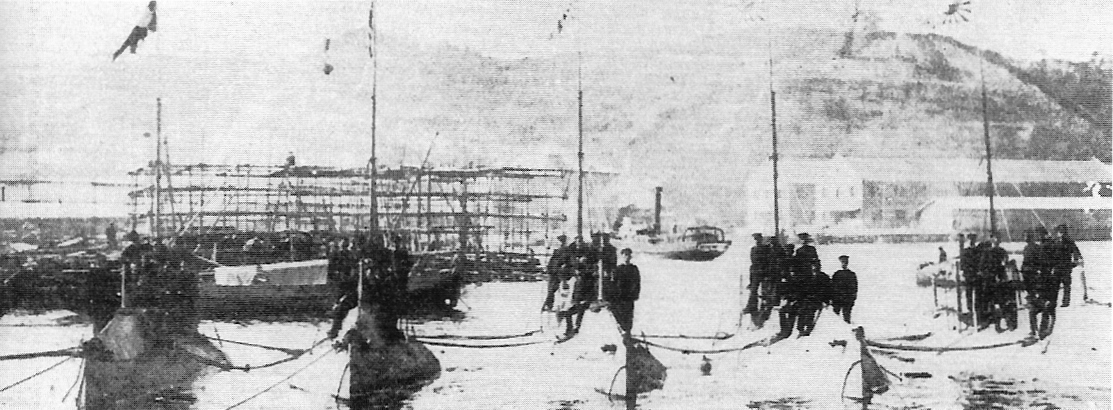
第一潜水戦隊の各艦（1905年10月1日、横須賀）。左から右へ第1から第5潜水艇。

- 第一潜水艇

1905年（明治38年）7月31日竣工。1919年（大正8年）4月1日第一潜水艦と改称。1921年（大正10年）4月1日除籍。
- 第二潜水艇

1905年（明治38年）9月5日竣工。1919年（大正8年）4月1日第二潜水艦と改称。1921年（大正10年）4月1日除籍。
- 第三潜水艇

1905年（明治38年）9月5日竣工。1919年（大正8年）4月1日第三潜水艦と改称。1921年（大正10年）4月1日除籍。
- 第四潜水艇

1905年（明治38年）10月1日竣工。1919年（大正8年）4月1日第四潜水艦と改称。1921年（大正10年）4月1日除籍。
- 第五潜水艇

1905年（明治38年）10月1日竣工。1919年（大正8年）4月1日第五潜水艦と改称。1921年（大正10年）4月1日除籍。